# 浅草染千代
浅草 染千代（あさくさ そめちよ、本名：石原 孝子、1917年8月7日 - 1945年3月14日）は、日本の女性歌手。
戦前に芸者歌手として活動した。和歌山県出身。

## 来歴
和歌山で女学生だった頃に息子を出産して未婚の母となり、花柳界入り。
1937年5月、ポリドールレコードから専属歌手としてデビュー。実家の家族に支えられ、息子を育てながら歌手活動をしていたという。大ヒットには恵まれなかったが、線の細い控えめな歌声でファンを魅了した。代表曲に『倅でかした』『しぐれ旅』『銃後の妻』など。
1945年3月14日、大阪大空襲で死亡。数日後、一緒に慰問をしていた歌手の田端義夫らによって発見され、荼毘に付された。